# Maria Olszańska

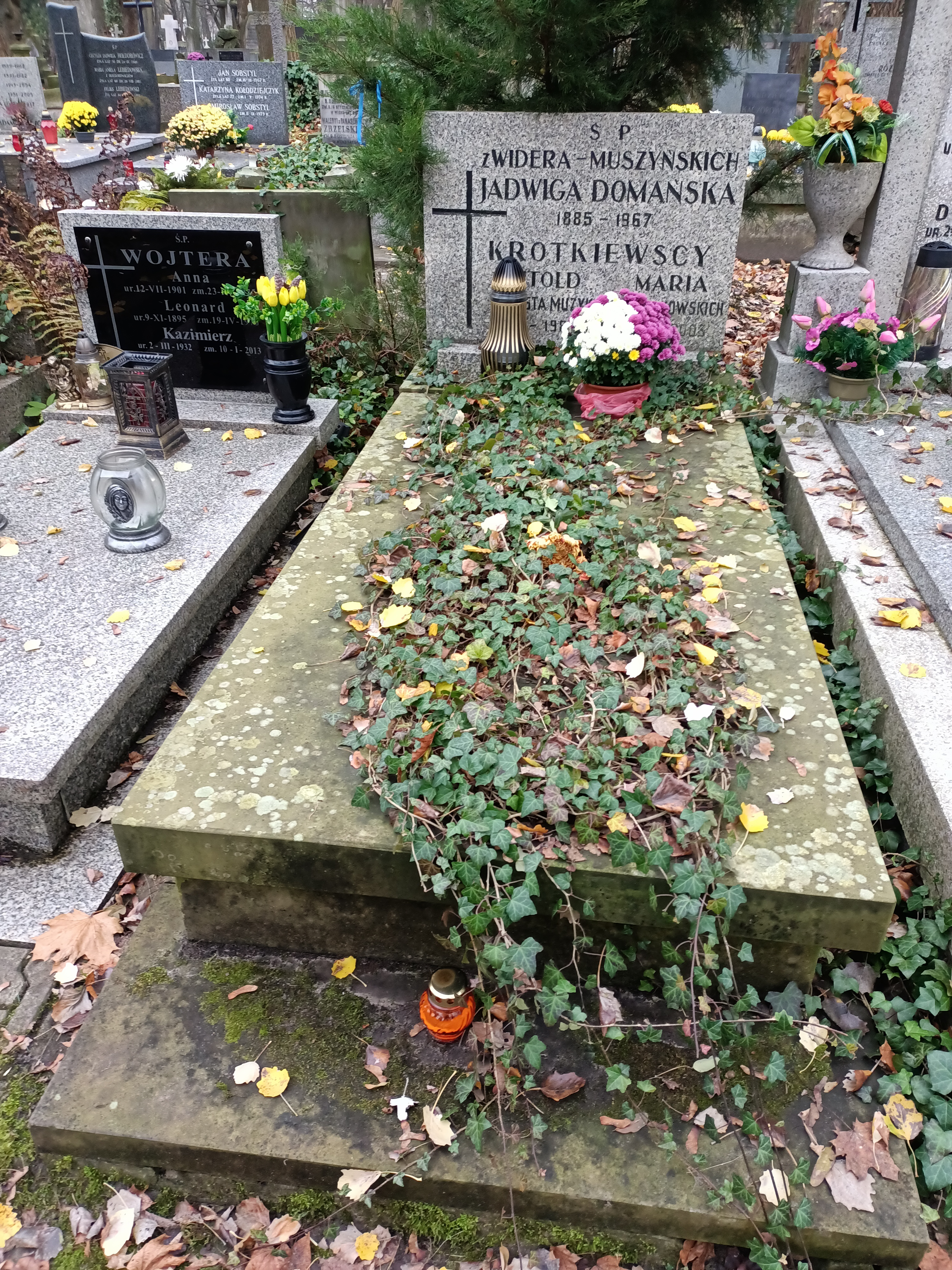
Nagrobek Marii Olszańskiej-Krotkiewskiej na cmentarzu Powązkowskim w Warszawie

Maria Olszańska-Krotkiewska (ur. 4 sierpnia 1915 w Warszawie, zm. 18 września 2003 tamże) – polska tłumaczka literatury szwedzkojęzycznej, w latach 1952–1975 redaktor merytoryczna w Spółdzielni Wydawniczej „Czytelnik”.

## Życiorys
Urodziła się w rodzinie Władysława Mossakowskiego (zm. 1916), właściciela cukierni, i Eugenii z domu Kaluszka. W latach 1924–1930 mieszkała we Włodzimierzu Wołyńskim, gdzie jej matka pracowała w straży więziennej. Tam też uczęszczała do Państwowego Gimnazjum im. Mikołaja Kopernika. Po powrocie rodziny do Warszawy, kontynuowała do 1934 naukę w prywatnym Seminarium Nauczycielskim Zofii Wołowskiej, a następnie w Państwowym Seminarium Nauczycielskim im. Elizy Orzeszkowej, w 1935 zdała maturę. Pracowała dorywczo jako nauczycielka szkół prywatnych oraz udzielała korepetycji. W latach 1936–1938 na zasadach wolnego słuchacza studiowała historię na Uniwersytecie Warszawskim. W 1938/39 uczyła w szkole podstawowej Zofii Sadkowskiej. 
W okresie okupacji niemieckiej mieszkała w Warszawie, działała w ramach komórki „998” Wydziału Bezpieczeństwa i Kontrwywiadu Oddziału Informacyjno-Wywiadowczego Komedy Głównej Armii Krajowej, do wiosny 1944 pracowała jako bileterka w teatrze Złoty Ul. Po upadku powstania warszawskiego została wywieziona do obozu koncentracyjnego Auschwitz-Birkenau, a następnie do obozu koncentracyjnego Ravensbrück.
W latach 1945–1948 przebywała w Szwecji. Po powrocie do Polski ukończyła w 1952 studia z zakresu filologii polskiej na Uniwersytecie Warszawskim. W latach 1952–1975 pracowała jako redaktorka w Spółdzielni Wydawniczej „Czytelnik”. Była też autorką powieści młodzieżowej Zwykły dzień (Warszawa: Nasza Księgarnia, 1962). W jej dorobku translatorskim z języka szwedzkiego znajduje się zarówno literatura dziecięca (książki Astrid Lindgren, Edith Unnerstad), sensacyjno-kryminalna (kryminały autorstwa Maji Sjöwall i Pera Wahlöö, Jana Ekströma), jak i klasyka dwudziestowiecznej szwedzkiej literatury pięknej (powieści Vilhelma Moberga, Harry’ego Martinssona, Eyvinda Johnsona, Birgitty Trotzig).
Od 1968 do 1983 należała do Związku Literatów Polskich. W 1989 została członkiem Stowarzyszenia Pisarzy Polskich. W latach 1980–1992 była członkiem Niezależnego Samorządnego Związku Zawodowego „Solidarność”.
W 1971 otrzymała odznakę „Zasłużony Działacz Kultury”, w 2001 nagrodę literacką ZAiKS-u dla tłumaczy.
W czerwcu 1944 wyszła za mąż za Jana Olszańskiego, prawnika, który zmarł w tym samym roku, w 1968 zawarła związek małżeński z Witoldem Krotkiewskim (1906–1981), artystą muzykiem.
Zmarła w Warszawie, pochowana na cmentarzu Powązkowskim (kwatera 261-4-22).

## Dorobek translatorski
- Jan Ekström, Termin mija o północy. Warszawa: „Czytelnik”, 1963.
- Hans-Krister Rönblom, Senator wraca. Warszawa: „Iskry”, 1963.
- Per Wästberg, Na czarnej liście. Warszawa: „Iskry”, 1964.
- Sara Lidman, Bagienne maliny. Warszawa: Państwowy Instytut Wydawniczy, 1965.
- Losy ludzkie: opowiadania i nowele szwedzkie. (wybrał i oprac. Zygmunt Łanowski, przekład wspólnie z Zygmuntem Łanowskim i Ireną Wyszomirską). Poznań: Wydawnictwo Poznańskie, 1965.
- Sigfrid Siwertz, Selambowie. Poznań: Wydawnictwo Poznańskie, 1966.
- Karl Aage Schwartzkopf, Więźniowie lodów. Warszawa: Nasza Księgarnia, 1966.
- Sara Lidman, Z pięcioma brylantami. Warszawa: Państwowy Instytut Wydawniczy, 1968.
- Veijo Meri, Korzenie na wietrze: powieść. Poznań: Wydawnictwo Poznańskie, 1968.
- Mika Waltari, Krwawy ślad. Niebezpieczna gra. (przekład wspólnie z Anną Marią Linke), Warszawa: „Iskry”, 1968.
- Astrid Lindgren, Mio, mój Mio. Warszawa: Nasza Księgarnia, 1968.
- Nils Olof Franzén, Agaton Sax i porwany Mister Lispington. Warszawa: Nasza Księgarnia, 1969.
- Edith Unnerstad, U tatusiowej mamy. Warszawa: Nasza Księgarnia, 1970.
- Maria Wine, Zastrzelono lwa: wybór nowel i opowiadań. (wybór: Zygmunt Łanowski), Poznań: Wydawnictwo Poznańskie, 1970.
- Edith Unnerstad, Z babcią do Petersburga. Warszawa: Nasza Księgarnia, 1971.
- Birgitta Trotzig, Między niebem a morzem. Warszawa: „Pax”, 1971.
- Astrid Lindgren, Lotta z ulicy Awanturników. Warszawa: Nasza Księgarnia, 1971.
- Astrid Lindgren, Dlaczego kąpiesz się w spodniach, wujku? Warszawa: Nasza Księgarnia, 1972.
- Kość słoniowa: nowele szwedzkie (wybór Zygmunt Łanowski, przekład wspólnie z Zygmuntem Łanowskim). Warszawa: „Czytelnik”, 1972.
- Harry Martinson, Droga do Klockrike. Poznań: Wydawnictwo Poznańskie, 1972.
- Viola Wahlstedt, Nikt nie wierzy Aslakowi. Warszawa: Nasza Księgarnia, 1972.
- Lars Ahlin, Wielkie Zapomnienie: pierwsza książka Zachariasza. Poznań: Wydawnictwo Poznańskie, 1972.
- Per Christian Jersild, Do cieplejszych krajów. Poznań: Wydawnictwo Poznańskie, 1973.
- Maj Sjöwall, Per Wahlöö, Śmiejący się policjant. Warszawa: „Czytelnik”, 1973.
- Astrid Lindgren, Detektyw Blomkvist. Warszawa Nasza Księgarnia, 1973.
- Ingemar Fjell, Joachim Lis, detektyw dyplomowany. Warszawa Nasza Księgarnia, 1974.
- Birgitta Trotzig, Barbara. (przekład wspólnie z Zygmuntem Łanowskim). Warszawa: „Książka i Wiedza”, 1974.
- Ingmar Bergman, Sceny z życia małżeńskiego. (przekład wspólnie z Karolem Sawickim). Poznań: Wydawnictwo Poznańskie, 1975.
- Vilhelm Moberg, Jedź dziś nocą. Poznań: Wydawnictwo Poznańskie, 1975.
- Birgitta Trotzig, Oskarżenie. Warszawa: „Pax”, 1976.
- Eyvind Johnson, Czasy jego wysokości. Poznań: Wydawnictwo Poznańskie, 1976.
- Maj Sjöwall, Per Wahlöö, Człowiek z Säffle. Poznań: Wydawnictwo Poznańskie, 1976,
- Bern Rosengren, Svampe i jego kot Buse. Warszawa: Nasza Księgarnia, 1977.
- Inger Brattström, Mamy boksera. Warszawa: Nasza Księgarnia, 1977.
- Per Olov Enquist, Piąta zima magnetyzera. Poznań: Wydawnictwo Poznańskie, 1977.
- Stig Dagerman, Weselne kłopoty. Poznań: Wydawnictwo Poznańskie, 1978.
- Olle Högstrand, Zamaskowana zbrodnia. Warszawa: „Czytelnik”, 1978.
- Per Gunnar Evander, Poniedziałki z Fanny. Warszawa: „Czytelnik”, 1979.
- Maj Sjöwall, Per Wahlöö, Zamknięty pokój. Poznań: Wydawnictwo Poznańskie, 1980.
- Jan Ekström, Maurowie. Warszawa: „Czytelnik”, 1981.
- Vilhelm Moberg, Emigranci. Poznań: Wydawnictwo Poznańskie, 1982.
- Jan Ekström, Taniec ognia. Warszawa: „Czytelnik”, 1984.
- Per Olof Sundman, Opowieść o Såmie. Warszawa: „Czytelnik”, 1987.
- Vilhelm Moberg, Imigranci. Poznań: Wydawnictwo Poznańskie, 1987.
- Sven Stolpe, Królowa Krystyna. Warszawa: Państwowy Instytut Wydawniczy, 1988.
- Jan Eström, Węgorz ryba pożądana: powieść kryminalna. Poznań: Wydawnictwo Poznańskie, 1988.
- Per Wahlöö, Ciężarówka. Warszawa: „Czytelnik”, 1989.
- Maj Sjöwall, Per Wahlöö, Jak kamień w wodę...: opowieść z życia policji. Poznań: Wydawnictwo Poznańskie, 1990.
- Jan Ekström, Kwiat dla Róży. Poznań: Wydawnictwo Poznańskie, 1990.